# Dehnert & Jansen
Dehnert & Jansen (vanaf midden jaren 50 beter bekend als Deja) is een voormalige Nederlandse groothandel in woningtextiel.
Het bedrijf werd na de demobilisatie van 1918 opgericht door Alfred Eduard Dehnert en Anton Jansen als handel in touw en producten voor de scheepsbouw. Jansen verliet het bedrijf in april 1940 vanwege "persoonlijke" (lees politieke) meningsverschillen.
Tijdens het bombardement op Rotterdam, op 14 mei 1940, werden de magazijnen en kantoren vrijwel geheel verwoest. In 1952 nam het bedrijf zijn intrek in het Groothandelsgebouw in Rotterdam, waarvan Dehnert een van de initiatiefnemers was.
De firma kende een bloeiperiode in de jaren 50 van de 20e eeuw. Ze leverde toen de allereerste Jip en Janneke-merchandise door in 1959 Jip en Janneke-gordijnen op de markt te brengen. Nadien volgden andere firma's met Jip en Janneke-legpuzzels, -pyjama's, -melkbekers, -tandenborstels, -kinderstoeltjes, -lunchtrommels enz.
Op 5 januari 1970 raakte de locatie in het Groothandelsgebouw ernstig beschadigd bij een brand.
In eerste instantie leek het mee te vallen, maar het vuur verspreidde zich in het gebouw via schachten en leidingen. Uiteindelijk raakte ook de kit- en lijmvoorraad van Dehnert & Jansen bij de brand betrokken en het gevolg laat zich raden. De locatie raakte zwaar beschadigd en Deja heeft ruim een jaar (deels) op andere locaties gewerkt, elders in Rotterdam, maar bv. ook bij het distributiecentrum van het bedrijf in Vlaardingen.
Op 1 november 2004 maakte het bedrijf bekend de activiteiten van collega-grossier Wyers Interior Collections BV (Wyers) over te nemen. Wyers Interior Collections kwam voort uit het in 1797 opgerichte textielbedrijf van J.P. Wyers.
Dehnert & Jansen werd op 26 januari 2006 failliet verklaard.